# Кшлау-Елгинский сельсовет
Кшлау-Елгинский сельсовет — муниципальное образование в Аскинском районе Республики Башкортостан Российской Федерации.

## История
Согласно «Закону о границах, статусе и административных центрах муниципальных образований в Республике Башкортостан» имеет статус сельского поселения.
В 2008 году объединен с сельским поселением Базанчатовский сельсовет.
Закон Республики Башкортостан от 19.11.2008 N 49-з «Об изменениях в административно-территориальном устройстве Республики Башкортостан в связи с объединением отдельных сельсоветов и передачей населённых пунктов», ст.1 гласит:
 "Внести следующие изменения в административно-территориальное устройство Республики Башкортостан:
 4) по Аскинскому району:
"Внести следующие изменения в административно-территориальное устройство Республики Башкортостан:
 а) объединить Кшлау-Елгинский и Базанчатовский сельсоветы с сохранением наименования «Кшлау-Елгинский» с административным центром в деревне Кшлау-Елга.
Включить деревни Базанчатово, Каюмово, Улу-Елга Базанчатовского сельсовета в состав Кшлау-Елгинского сельсовета.

Утвердить границы Кшлау-Елгинского сельсовета согласно представленной схематической карте.

Исключить из учётных данных Базанчатовский сельсовет;

## Население
| 2002  | 2009  | 2010  | 2012  | 2013  | 2014  | 2015  |
| ----- | ----- | ----- | ----- | ----- | ----- | ----- |
| 1347  | ↘1167 | ↗1185 | ↘1139 | ↘1129 | ↘1101 | ↘1059 |
| 2016  | 2017  |       |       |       |       |       |
| ↘1058 | ↘1057 |       |       |       |       |       |

## Состав сельского поселения
| № | Населённый пункт | Тип населённого пункта          | Население |
| - | ---------------- | ------------------------------- | --------- |
| 1 | Кшлау-Елга       | деревня, административный центр | ↘345      |
| 2 | Новые Казанчи    | деревня                         | ↗443      |
| 3 | Базанчатово      | деревня                         | ↘245      |
| 4 | Улу-Елга         | деревня                         | ↘136      |
| 5 | Ваш-Язы          | деревня                         | ↘16       |
| 6 | Каюмово          | деревня                         | →0        |